# 怪獣 (曲)
「怪獣」（かいじゅう）は、日本のロックバンド・サカナクションの楽曲。2025年2月20日にNF Recordsよりリリースされた。

## 概要
2024年10月よりNHK総合で放送開始したテレビアニメ『チ。―地球の運動について―』オープニングテーマとして制作された楽曲であり、自身初のアニメ主題歌となった。また、前作「ショック!」から約3年ぶりの新曲となった。楽曲の制作には2年が費やされ、2025年2月20日に配信リリースされた。 

## 制作背景
本楽曲を作詞したボーカル・山口一郎は、原作の持つテーマを直接的に表現するのではなく、抽象的でありながら説得力のある音楽にすることを重視して制作に取り組んだと語っている。
主題歌にどのような思いを込めたか質問には、山口は以下のように答えている。
| 「                                                                                                | 原作のもつテーマをわかりやすく、具体的に音楽にするのではなく、 いかに抽象的で説得力のあるものにするかということに重点をおいて制作しました。 2年間活動休止をしていて久しぶりの新曲にも関わらず、この「チ。―地球の運動について―」という作品で、初めてTVアニメの主題歌を担当させていただけたこと。 そして何よりこの素晴らしい作品に携われたことはバンドにとってはとても光栄なことです。 僕たちのこの思いがリスナーの皆さんにも伝わるといいなと思っております。 | 」 |
| —山口一郎（サカナクション）アニメ「チ。」OP主題歌はサカナクション、初めてTVアニメ主題歌を担当より | |    |

さらに、原作・台本を読んだ感想について、事前知識なしの状態で読んだが、忠実さとフィクション性の混ざり合いや倫理観に隙がなく、純粋にとても楽しめたと語っている。また、山口は自身のYouTubeチャンネルでの配信において、本楽曲について「シンプルにサカナクションらしさと『チ。』の世界観をミックスさせた曲」と述べている。
さらに、作詞に関して、当時から患っているうつ病に対し、以下のように語っている。
| 「                         | 僕は今までIllustratorで歌詞を書いてきた。1曲に対して何パターンも歌詞を書き、それをカットアップすることで、自分の書いた言葉の意味を超えた時が完成と捉えていた。それが自分の作法だった。しかし、この作法では、鬱病と共生しながら歌詞を書き上げる事ができないと今回の過程で明らかとなった。なので、目を閉じ、中学生の頃のように、メロディからただ滲み出てくる言葉を待つことにしたのだ。 | 」 |
| —山口一郎公式Instagramより | |    |

なお、同ポストにて「僕は多分、もう大丈夫です。あとは便秘が治れば完璧だ」と記している。
レコード会社では、売り上げを考慮し、アニメの放送にリリースを合わせる予定であったが、山口のうつ病により歌詞の完成が遅延し、危機的な状況であった。9月30日には、アニメの放送に合わせて公開する映像を収録予定であったが、歌詞の完成が間に合わなかったため、ショートバージョンで収録された。山口にとって、歌詞が収録に間に合わなかったのは初であり、楽曲制作の様子は、NHKスペシャル『山口一郎 "うつ"と生きる ～サカナクション 復活への日々～』にて放送された。

## リリースとプロモーション
2025年2月20日0時、各種音楽ストリーミングサービスで、本楽曲の配信が開始された。 前日19日22時より、山口のYouTubeチャンネルで生配信が行われ、配信開始と同時である翌20日0時に本楽曲を生歌唱した。なお、アーカイブは残されていない。 

## ミュージックビデオ
2月20日、本楽曲とアニメのコラボミュージックビデオがYouTubeにて期間限定で公開されている。3月11日には、ミュージックビデオのティーザーが発表された。ミュージックビデオは、アニメが最終回を迎える3月16日に公開された。ディレクターは田中裕介が務めた。

## 評価

### 受容とチャート成績
配信開始直後から、ネット上では「鳥肌が立ちました」「本当にすごい曲」などの声が寄せられた。 また、オリコンやBillboard JAPAN「Download Songs」では、初登場週にて第1位を獲得した。
また、Billboard JAPAN「Hot Animation」においてバンド初のチャートインにして、首位獲得を果たした。また、Spotify Japanにて配信リリース日の再生記録歴代1位を達成した。また、2025年3月16日YouTubeにミュージックビデオが公開され、1日で100万回以上視聴された。

## チャート成績
| 発表日  | チャート                              | 最高 順位 | 出典  |
| ------- | ------------------------------------- | --------- | ----- |
| 2月26日 | 日本・Billboard JAPAN Hot 100         | 2         | [ 1 ] |
| 2月26日 | 日本・Billboard Japan Download Songs  | 1         | [ 2 ] |
| 2月26日 | 日本・Billboard JAPAN Streaming Songs | 3         | [ 3 ] |
| 3月3日  | 日本・オリコン（デジタルシングル）    | 1         | [ 4 ] |

| 発表日  | チャート                               | 最高 順位 |
| ------- | -------------------------------------- | --------- |
| 2月20日 | レコチョク・デイリーシングルランキング | 1         |
| 2月21日 | Spotify・Top 50 JAPAN                  | 1         |
| 2月21日 | LINE MUSIC・デイリーランキング         | 5         |
| 2月22日 | Amazon Music・人気急上昇中の楽曲       | 1         |
| 2月22日 | YouTube Music・TRENDING 20 JAPAN       | 1         |
| 2月22日 | iTunes Store・ソングランク             | 1         |
| 2月22日 | Apple Music・トップソングランキング    | 2         |

## 解禁日と発売日一覧
| 国・地域 | 発売/発信元                        | 発売日/解禁日  | 規格                                                              |
| -------- | ---------------------------------- | -------------- | ----------------------------------------------------------------- |
| 日本     | スカパー・ピクチャーズ             | 2024年9月5日   | アニメ『チ。 ―地球の運動について―』本PV                           |
| 日本     | スカパー・ピクチャーズ             | 2024年10月11日 | アニメ『チ。 ―地球の運動について―』ノンクレジットオープニング映像 |
| 日本     | NF Records（Victor Entertainment） | 2025年1月25日  | SAKANAQUARIUM 2025 “怪獣”（フル尺初演奏）                         |
| 世界     | NF Records（Victor Entertainment） | 2025年2月20日  | デジタル・ダウンロード                                            |
| 韓国     | J-Box Entertainment（NHNバッグス） | 2025年2月20日  | デジタル・ダウンロード                                            |
| 世界     | 山口一郎（YouTubeチャンネル）      | 2025年2月20日  | YouTube『怪獣リリース記念！24時から「怪獣」生歌初披露配信』       |
| 世界     | NF Records（Victor Entertainment） | 2025年3月12日  | 音源（instrumental）                                              |
| 世界     | NF Records（Victor Entertainment） | 2025年3月16日  | ミュージックビデオ                                                |